# Pukovnik
Pukovnik je visoki časnički vojni čin u Hrvatskoj vojsci. U Američkoj vojsci odgovara činu potpukovnika (eng. lieutenant colonel). U NOV-u i POJ-u čin pukovnik je uveden 1. svibnja 1943. godine, te je takav status zadržao u JNA.
U Hrvatskoj ratnoj mornarici odgovara činu kapetana fregate.
Čin pukovnika pojavio se prvi put u 16. stoljeća i koristio se za osobe koje su zapovijedale s više satnija kopljanika, arkebuzira i određenog broja strijelaca.